# 渡辺志穂
渡辺 志穂（わたなべ しほ、1987年〈昭和62年〉10月25日 - ）は、日本のタレントであり、女性アイドルグループ・AKB48の元メンバー。兵庫県加古川市出身。

## 略歴
- 2005年10月30日、『AKB48 オープニングメンバーオーディション』に合格（応募総数7,924名、最終合格者24名）[1]。
- 2005年12月8日、オープニングメンバー候補生のうち20名として、AKB48劇場グランドオープンの舞台に立った（旧チームAに所属）[1]。その後サポートメンバーとして旧チームBへ異動。
- 2007年10月2日『チームB 1st Stage「青春ガールズ」』公演千秋楽をもってAKB48から卒業した[1]。
- 2008年2月からTBSのバラエティ番組『王様のブランチ』のリポーターとして出演[1]。2009年6月20日放送分から約4か月間ブランチリポーターとしては事実上活動停止状態であったが、2009年10月24日放送分にて4か月ぶりに出演。以降はほぼ毎月出演し、2013年8月31日放送分で卒業するまで、5年半出演し続けた[2]。2010年5月29日放送分では『有吉AKB共和国』の特集で同じ初期メンバーの小嶋陽菜、前田敦子と共演した。
- 2008年9月、『ブラッディ・マンデイ』出演者オーディション（インターネット投票）で1位を獲得し、ドラマ出演が決定。
- 2008年12月、漢字表記が難しく、間違えられることが多いため渡邊志穂から渡辺志穂に改名[3]。
- 2011年6月、世界4大ミス・コンテストの一つである「ミス・アース」の日本代表ファイナリスト23人の一人に選出される[4]。
- 2011年7月、「ミス・アース日本代表選出大会」において、準ミスの一つである「ミス・エアジャパン」（2位）に選出される[5][1]。
- 2012年9月から篠田麻里子プロデュースのファッションブランド「ricori」にプレスとして参加[6]。
- 2014年9月15日、4歳年上の男性と結婚[7][1]、2015年6月8日にハワイで挙式[8]。

## 人物
- 父親が福岡県出身[9]。
- 元AKB48の篠田麻里子と仲が良く、互いのブログによく登場する。
- 3歳下の弟がいる[10]。
- 『ONE PIECE』の大ファンである。

## AKB48在籍時の参加曲

### シングルCD曲
- 桜の花びらたち
- スカート、ひらり

### 劇場公演ユニット曲
チームA 1st Stage「PARTYが始まるよ」公演
- キスはだめよ（1st UNIT）

 チームA 2nd Stage「会いたかった」公演
- 涙の湘南（1st UNIT）

 チームA 3rd Stage「誰かのために」公演
- ライダー

 チームB 1st Stage「青春ガールズ」公演
- Blue rose
- ふしだらな夏

## 出演

### バラエティ
- プラステ（SKY PerfecTV! エンタ!371） - レギュラー出演
- 王様のブランチ（2008年2月2日 - 2013年8月31日、TBS） - ブランチリポーター
- 関口宏の東京フレンドパークII（2010年6月7日 - 2011年3月28日、TBS） - 従業員
- 男脳×女脳（2011年1月6日、フジテレビ）

### テレビドラマ
- ブラッディ・マンデイ（2008年10月 - 12月、TBS） - 村上杏里役
- ぼくの妹（2009年4月19日、TBS）
- ナイチンゲールの沈黙（2009年10月9日、関西テレビ）

### Webドラマ
- 女たちは二度遊ぶ〜どしゃぶりの女〜（2010年3月1日 - 、BeeTV）

### 映画
- 漫才ギャング（2011年3月19日、角川映画）

### DVD
- 絶叫!!ネバーダイ2〜プラチナム・ガールズ30〜
- 2ちゃんねるの呪い vol.1「本当に危ない所をみつけてしまった…」（2010年、クロックワークス） - 主演

### ネット配信
- Yahoo!ライブトーク（2008年10月11日）
- コイカツ　恋愛ノウハウトークライブvol.2（2011年7月29日、マシェリバラエティ マシェバラ）

### CM
- ROUND1・インフォマーシャル
- WONDA・モーニングショット「登場篇」（2010年、アサヒ飲料） - 受付穣役
- ラフォーレ原宿web 「Geee/Harajyuku Love Story」
- ファブリーズ・「女子会篇」「トイレ篇」（2011年、P&Gジャパン）

### 広告
- ドミノ・ピザ
- NTT docomo「L-03C」（2011年）
- マウスコンピューター（2011年）